# Hockey op de Olympische Zomerspelen 1952
Hockey is een van de sporten die beoefend werden tijdens de Olympische Zomerspelen 1952 in Helsinki.
Er namen 12 herenteams deel aan dit toernooi.
Er werd een knock-outtoernooi gespeeld.

## Heren

### Voorronde
| datum   | land       | uitslag | land        |
| ------- | ---------- | ------- | ----------- |
| 15 juli | Oostenrijk | 2 – 1   | Zwitserland |
| 15 juli | België     | 6 – 0   | Finland     |
| 16 juli | Duitsland  | 7 – 2   | Polen       |
| 16 juli | Frankrijk  | 5 – 0   | Italië      |

### Kwartfinales
| datum   | land             | uitslag | land       |
| ------- | ---------------- | ------- | ---------- |
| 17 juli | India            | 4 – 0   | Oostenrijk |
| 17 juli | Groot-Brittannië | 1 – 0   | België     |
| 18 juli | Nederland        | 1 – 0   | Duitsland  |
| 18 juli | Pakistan         | 6 – 0   | Frankrijk  |

### Halve Finales
| datum   | land      | uitslag | land             |
| ------- | --------- | ------- | ---------------- |
| 20 juli | India     | 3 – 1   | Groot-Brittannië |
| 20 juli | Nederland | 1 – 0   | Pakistan         |

### Bronzen Finale
| datum   | land             | uitslag | land     |
| ------- | ---------------- | ------- | -------- |
| 22 juli | Groot-Brittannië | 2 – 1   | Pakistan |

### Finale
| datum   | land  | uitslag | land      |
| ------- | ----- | ------- | --------- |
| 24 juli | India | 6 – 1   | Nederland |

### Eindrangschikking
| rang   | land | sporter(s) |
| ------ | ---- | --- |
| Goud   | IND  | Leslie Claudius, Meldric Daluz, Keshav Dutt, Chinadorai Deshmutu, Ranganathan Francis, Raghbir Lal, Govind Perumal, Muniswamy Rajgopal, Balbir Singh sr., Randhir Singh Gentle, Udham Singh, Dharam Singh Gill, Grahanandan Singh, Kunwar Digvijay Singh                          |
| Zilver | NED  | Jules Ancion, André Boerstra, Harry Derckx, Han Drijver, Dik Esser, Roepie Kruize, Dick Loggere, Lau Mulder, Eddy Tiel, Wim van Heel, Leonard Wery |
| Brons  | GBR  | Denys Carnill, John Cockett, John Conroy, Graham Dadds, Derek Day, Dennis Eagan, Robin Fletcher, Roger Midgley, Richard Norris, Neil Nugent, Anthony Nunn, Anthony John Robinson, John Paskin Taylor                                                                              |
| 4      | PAK  | Manzoor Hussain Atif, Jack Britto, Abduk Hamid, Mahmoodul Hassan, Asghar Ali Khan, Muhammad Niaz Khan, Habib Ali Kiddie, Malik Aziz, Abdul Latif Mir, Habibur Rehman, Latifur Rehman, Qazi Abdul Waheed                                                                           |
| —      | GER  | Günther Brennecke, Hugo Budinger, Hugo Dollheiser, Hans-Jürgen Dollheister , Wilfried Grube, Friedrich-Wilhelm Hidding, Alfred Lücker, Karl-Ludwig Peters, Werner Rosenbaum, Heinz Schmitz, Heinz Schütz, Rolf Stoltenberg, Wilhelm Suhren, Heinrich Thielemann, Günther Ullerich |
| —      | POL  | Antoni Adamski, Eugeniusz Czajka, Alfons Flinik, Henryk Flinik, Jan Flinik, Narcyz Maciaszczyk, Jan Małkowiak, Maksymilian Małkowiak, Ryszard Marzec, Bronisław Pawlicki, Zdzisław WojdylakTadeusz Adamski, Jerzy Siankiewicz, Zdzisław Starzyński                                |
| —      | AUT  | Kurt Dvorak, Karl Holzapfel, Walter Kaitna, Alfred Knoll, Johann Koller, Josef Matz, Josef Pecanka, Robert Pecanka, Ernst Schala, Josef Schimmer, Franz StrachotaHermann Knoll |
| —      | SUI  | Jean-Pierre Bolomey, Kurt Goldschmid, Hans Gruner, Rudolf Keller, Fridolin Kurmann, Kurt Müller, Gilbert Recordon, Jean-Pierre Roche, Fritz Stuhlinger, Hugo Vonlanthen, Roger Zanetti                                                                                            |
| —      | FRA  | Bernard Boone, Roger Capelle, Jean-François Dubessay, Claude Hauet, Jean Hauet, Michel Lacroix, Robert Lucas, Diran Manoukian, Florio Martel, André Meyer, Philippe Reynaud, Jacques Thieffry, Jean Zizine                                                                        |
| —      | BEL  | Pierre Bousmanne, José Delaval, Jean Dubois, Jean-Jacques Enderlé, Roger Goossens, Harold Mechelynck, Roger Morlet, Paul Toussaint, Jean Van Leer, Lucien Van Weydeveld, Jacques VanderstappenJean-Jacques Moucq, Leo Rooman                                                      |
| —      | ITA  | Piero Baglia-Bambergi, Amedeo Banci, Egidio Cosentino, Sergio Formenti, Luigi Lanfranchi, Mario Marchiori, Umberto Micco, Sergio Morra, Piero Pampuro, Gastone Puccioni, Giorgio Ravalli                                                                                          |
| —      | FIN  | Kaarlo Ilmari Einiö, Pantti Olavi Elo, Erkki Ilmari Heikkilä, Veijo-Lassi Aukusti, Keijo Helmar Kuusela, Risto Santeri Lamppu, Reino Oskari Lindroos, Esko Jalo Toivo Salminen, Toivo Heino Salminen, Esko Kalevi Silvennoinen, Tauno Johannes Timoska                            |

Londen 1908 · 
Antwerpen 1920 · 
Amsterdam 1928 · 
Los Angeles 1932 · 
Berlijn 1936 · 
Londen 1948 · 
Helsinki 1952 · 
Melbourne 1956 · 
Rome 1960 · 
Tokio 1964 · 
Mexico-stad 1968 · 
München 1972 · 
Montréal 1976 · 
Moskou 1980 · 
Los Angeles 1984 · 
Seoel 1988 · 
Barcelona 1992 · 
Atlanta 1996 · 
Sydney 2000 · 
Athene 2004 · 
Peking 2008 · 
Londen 2012 · 
Rio de Janeiro 2016 · 
Tokio 2020 · 
Parijs 2024 · 
Los Angeles 2028 
Medaillewinnaars
Atletiek · Basketbal · Boksen · Gewichtheffen · Hockey · Honkbal (demonstratie) · Kanovaren · Moderne vijfkamp · Paardensport · Roeien · Schermen · Schietsport · Schoonspringen · Turnen · Voetbal · Waterpolo · Wielersport · Worstelen · Zeilen · Zwemmen